# Omar Apollo
Omar Apolonio Velasco, dit Omar Apollo, est un auteur-compositeur-interprète américain né le 20 mai 1997 à Hobart dans l'Indiana.

## Biographie
Omar Apolonio Velasco naît le 20 mai 1997 à Hobart dans l'Indiana, dans une famille de la classe ouvrière originaire du Mexique. Enfant, il fait partie de la chorale de son église et prend des cours de baile folklórico (en). Il apprend à jouer de la guitare à l'âge de douze ans, grâce à des vidéos explicatives qu'il visionne sur YouTube.
Il intègre l'Université de l'Indiana à Northwest (en) qu'il quitte après seulement deux semaines pour des jobs à Jimmy John's puis Guitar Center (en). Il commence à composer ses propres chansons qu'il enregistre sur son iPad avant de les publier sur la plateforme SoundCloud. En 2017, il publie le titre Ugotme sur Spotify. Celui-ci est intégré à une playlist présentant des nouveautés, ce qui lui permet de gagner plusieurs dizaines de milliers de streams en une journée. Son premier extended play Stereo sort l'année suivante. Il est suivi d'un deuxième EP, Friends en 2019 puis de la mixtape Apolonio en 2020. Il collabore avec divers artistes, dont le producteur Kenny Beats (en), les chanteurs Dominic Fike et Don Toliver et la chanteuse Kali Uchis. La chanson Te Olvidaste, qu'il interprète avec le rappeur C. Tangana, est nommée aux Latin Grammy Awards en 2021 (en) dans les catégories de l'enregistrement de l'année (en) et de la meilleure chanson alternative (en).
Son premier album studio, Ivory, sort en 2022. Il est principalement produit par Carter Lang (en) mais contient également une chanson produite par The Neptunes. Il vaut à Omar Apollo sa première apparition dans le Billboard 200 ainsi qu'une nomination au Grammy Award du meilleur nouvel artiste.
Il sort son deuxième album studio, God Said No, en 2024.
La même année, il fait ses débuts au cinéma dans le film Queer de Luca Guadagnino. Il interprète la chanson Te maldigo, produite par Trent Reznor et Atticus Ross, pour la bande originale du film.

## Discographie

### Albums
- 2022 : Ivory
- 2024 : God Said No

### EPs
- 2018 : Stereo
- 2019 : Friends
- 2023 : Live for Me

### Mixtape
- 2020 : Apolonio